# Nowa Parafijiwka
Nowa Parafijiwka (ukr. Нова Парафіївка) – wieś na Ukrainie, w obwodzie charkowskim, w rejonie krasnohradzkim, w hromadzie Kehycziwka. W 2001 liczyła 733 mieszkańców, spośród których 707 wskazało jako ojczysty język ukraiński, 19 rosyjski, 1 białoruski, 4 ormiański, a 2 inny.